# Nigaoê mangá
Nigaoê (似顔絵, transl. nigao-e, literalmente retrato)  ou Nikayou (似通う, transl. nikayou, literalmente parecido) mangá é um tipo de caricatura no estilo mangá, bastante popular nas chamadas convenções de anime. O termo nigaoê se refere uma modalidade de ukyo-ê, onde são desenhados apenas o rosto.

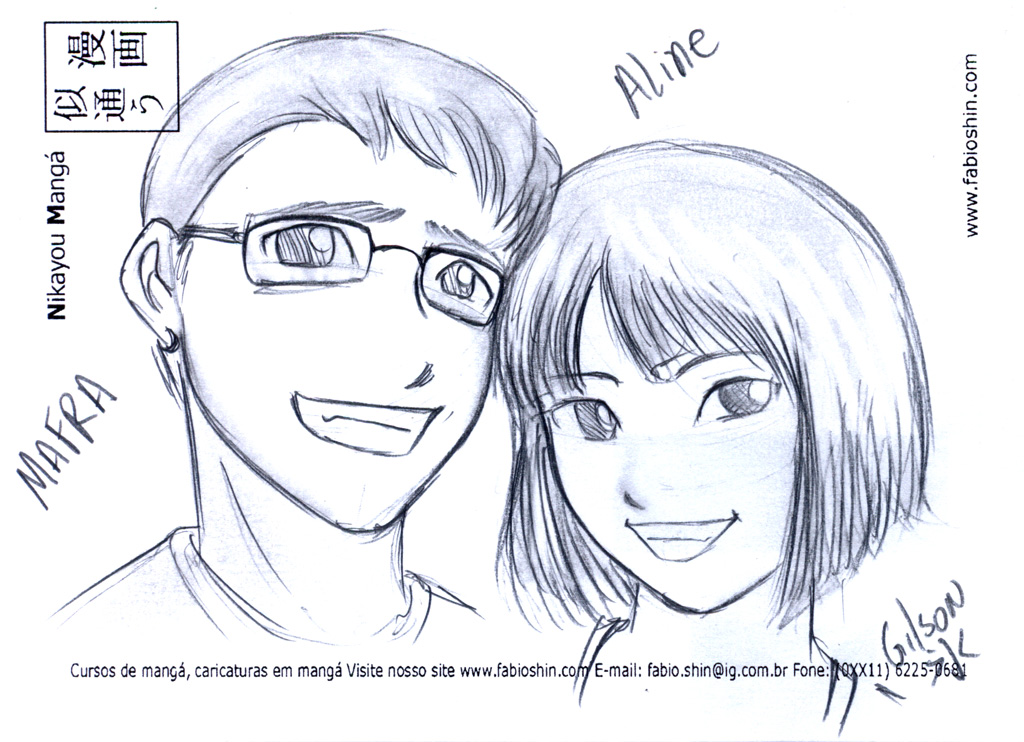
Exemplo de Caricatura em estilo mangá.

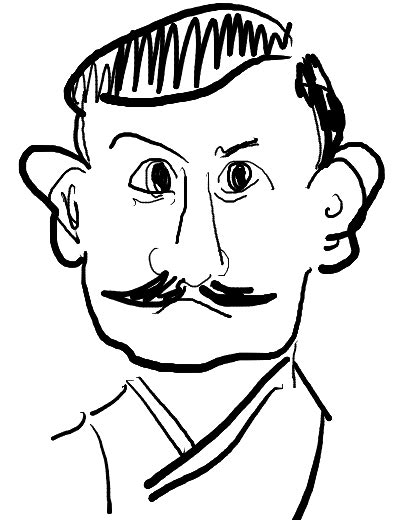
Exemplo de Nigaoê tradicional

O arte-educador Fabio Shin (que apesar do nome artístico não é descendente de japoneses), ilustrou em 2009 uma graphic novel sobre a vida do cantor Michael Jackson em estilo mangá, Shin chegou a criar versões em mangá de personagens do Sítio do Picapau Amarelo do escritor Monteiro Lobato para uma exposição realizada em 2008 Outro que faz um trabalho semelhante é o estadunidense Robert DeJesus.